# Лозєво
Лозєво (рос. Лозьево) — село в Бежецькому районі Тверської області Російської Федерації.
Населення становить 14 осіб. Входить до складу муніципального утворення Лаптихинське сільське поселення.

## Історія
Від 2005 року входить до складу муніципального утворення Лаптихинське сільське поселення.

## Населення
| 1859 | 1887 | 2008 | 2010 |
| ---- | ---- | ---- | ---- |
| 199  | ↗262 | ↘15  | ↘14  |